# Caeruleuptychia tenera
Caeruleuptychia tenera är en fjärilsart som beskrevs av Gustav Weymer 1911. Caeruleuptychia tenera ingår i släktet Caeruleuptychia och familjen praktfjärilar. Inga underarter finns listade i Catalogue of Life.